# Rhynchina brunneipalpia
Rhynchina brunneipalpia là một loài bướm đêm trong họ Erebidae.